# Glutine
Con il termine glutine viene indicato un complesso proteico tipico di alcuni cereali caratterizzato, a livello chimico, dall'essere insolubile in ambiente acquoso. Le frazioni, ovvero le componenti meglio caratterizzate di questo insieme di proteine sono due: una particolare prolammina nota con il nome di gliadina, contenuta nel frumento e responsabile dei principali fenomeni di reazioni avverse nei soli soggetti allergici e una particolare glutelina, la glutenina, presente principalmente nell'endosperma della cariosside di cereali quali frumento, orzo e segale.

## Caratteristiche
Il glutine conferisce agli impasti viscosità, elasticità e coesione. Pertanto la quantità e il grado di integrità delle proteine che compongono il glutine presente in una farina è un importante indice per valutarne la qualità e l'attitudine alla panificazione. In una farina di grano tenero tipo 00, secondo la legge italiana, la quantità minima di glutine secco è del 7% e generalmente, a parità di altri fattori (umidità, colore, ceneri, ...), maggiore è il contenuto di glutine, migliori sono la crescita e la lievitazione del prodotto.

## Uso alimentare e commerciale
Per il suo tenore proteico è spesso usato come sostitutivo della carne in alcune diete vegetariane ed è la base del seitan. Tuttavia in questo uso va tenuto conto che il glutine, pur essendo una proteina, è carente nell'amminoacido lisina e richiede pertanto un supplemento dietetico per evitare carenze alimentari.
Viene anche usato come addensante nelle formulazioni in tavoletta o pastiglie di alcuni farmaci e industrialmente come collante per l'apprettatura di carte e tessuti.

## Glutine e intolleranze alimentari

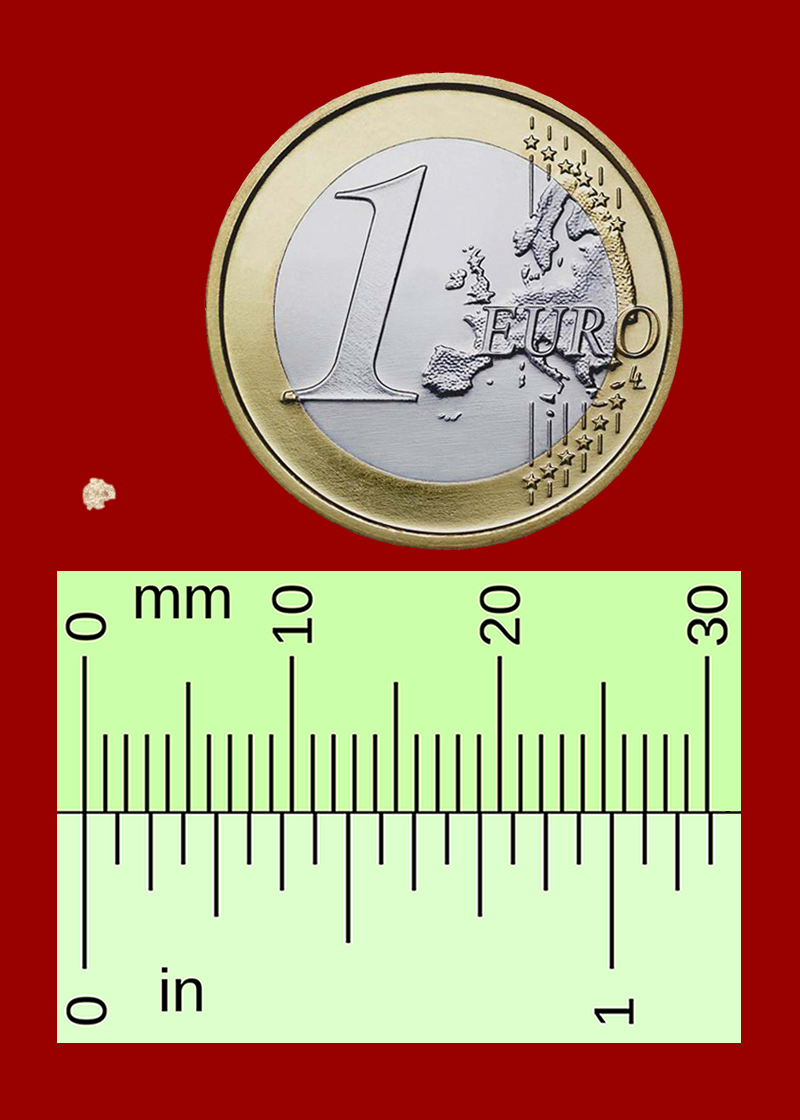
Quantità microscopiche di glutine, come quelle contenute in un granello di farina di frumento o in una singola briciola di pane di queste dimensioni, sono sufficienti per provocare la riattivazione del sistema immunitario in una persona con malattia celiaca o con sensibilità al glutine non celiaca, quando essa segua una dieta priva di glutine. Il consumo di glutine in pazienti celiaci può causare complicazioni molto gravi, come altre malattie autoimmuni, tumori, malattie neurologiche, malattie cardiovascolari e osteoporosi, tra gli altri.

Durante la digestione intestinale il glutine si idrolizza in peptidi. La digestione avviene a opera di transglutaminasi intestinali che modificano la glutammina, un amminoacido, e nei soggetti predisposti alla celiachia si sviluppano anticorpi anti-transglutaminasi che determinano il processo infiammatorio e le alterazioni patologiche a carico dei villi intestinali. Inoltre in soggetti sensibili alcuni peptidi derivati dal glutine, in particolare il frammento 31-49 di 19 amminoacidi, provocano reazioni immunitarie abnormi. In questi casi i linfociti T, non trovando organismi estranei, attaccano le cellule dei villi intestinali. Questa condizione patologica prende il nome di celiachia.
Per tutti i prodotti alimentari per cui sia stata attestata l'idoneità al consumo da parte di celiaci l'Associazione Italiana Celiachia ha registrato un marchio a tutela dei consumatori: la spiga sbarrata. Il simbolo, di proprietà dell'associazione, viene concesso ai prodotti che abbiano contenuto di glutine inferiore alle 20 ppm, secondo quanto indicato dall'associazione e dal Ministero della salute. Anche prodotti non italiani possono ottenere il simbolo concesso dalle varie associazioni per i rispettivi territori di competenza, ma le modalità di certificazione sono diverse. In alcuni Paesi la spiga certifica un contenuto in glutine di 20 ppm, in altri si possono raggiungere anche le 100 ppm.
Sono cereali o classificati come "quasi cereali", ricchi di proteine (14-18%) e fibre (10-15%), senza glutine, ma con un'alta dose di carboidrati (60-70%): amaranto, quinoa, grano saraceno, miglio, sorgo. Invece il Khorasan, spesso utilizzato in presenza di allergia al grano, contiene glutine, essendo una varietà di grano stesso. L'avena è priva di glutine, ma nelle preparazioni industriali risulta spesso contaminata da cereali contenenti glutine.
Uno studio del 2013 sul grano statunitense, fondato su dati del XX e XXI secolo, ha escluso che vi sia stato un aumento del contenuto proteico (correlato in modo proporzionale al contenuto di glutine) per effetto della selezione artificiale delle cultivar: questo rende improbabile che l'incremento dei casi di celiachia registrato nella seconda metà del Novecento possa essere correlato a un aumentato contenuto in glutine delle varietà selezionate in cerealicoltura.